# Садовка (Бугурусланский район)
Садовка — упразднённое село в Бугурусланском районе Оренбургской области. На момент упразднения входило в состав сельского поселения Полибинский сельсовет. Исключено из учётных данных в 1999 году.

## География
Располагалось на левом берегу реки Малый Мочегай, на расстоянии, примерно, 2,5 километр к северо-востоку от села Полибино.

## История
По данным на 1931 год хутор Садовка состоял из 28 хозяйств. В административном отношении входил в состав сельсовета имени III Интернационала Боклинского района Средневолжского края. В 1930 е годы на хуторе организован одноимённый колхоз. Позже отделение колхоза «Мирный». С 1950 года году отделение укрупненного колхоза имени Сталина (с 1961 г. колхоз «Мирный»).
Постановление Законодательного Собрания Оренбургской области от 19.02.1999 № 209/39-ПЗС село исключен из учётных данных.

## Население
По данным на 1930 год на хуторе проживало 127 человек, основное население — мордва.